# Liado
Le Liado ou Liado Hayk est un maar d'Éthiopie.